# دوشیزه جهان ۲۰۰۷
دوشیزه جهان ۲۰۰۷ (انگلیسی: Miss Universe 2007) ؛۵۶مین دوره دوشیزه جهان بود، که در ۲۸ می ۲۰۰۷ در مکزیکو سیتی، مکزیکو سیتی، مکزیک برگزار شد. ریو موری از ژاپن توانست برنده این رویداد شود.